# Astathes formosana
Astathes formosana är en skalbaggsart som beskrevs av Stefan von Breuning 1956. Astathes formosana ingår i släktet Astathes och familjen långhorningar.
Artens utbredningsområde är Taiwan. Inga underarter finns listade.